# Aeroportul Sélibaby
Aeroportul Sélibaby (IATA: SEY, ICAO: GQNS) este un aeroport din Regiunea Guidimaka, Mauritania ce deservește zona Sélibaby. A fost numit după zona deservită.
Situat la o altitudine de 80 m, aeroportul dispune de o singură pistă.